# 소풍

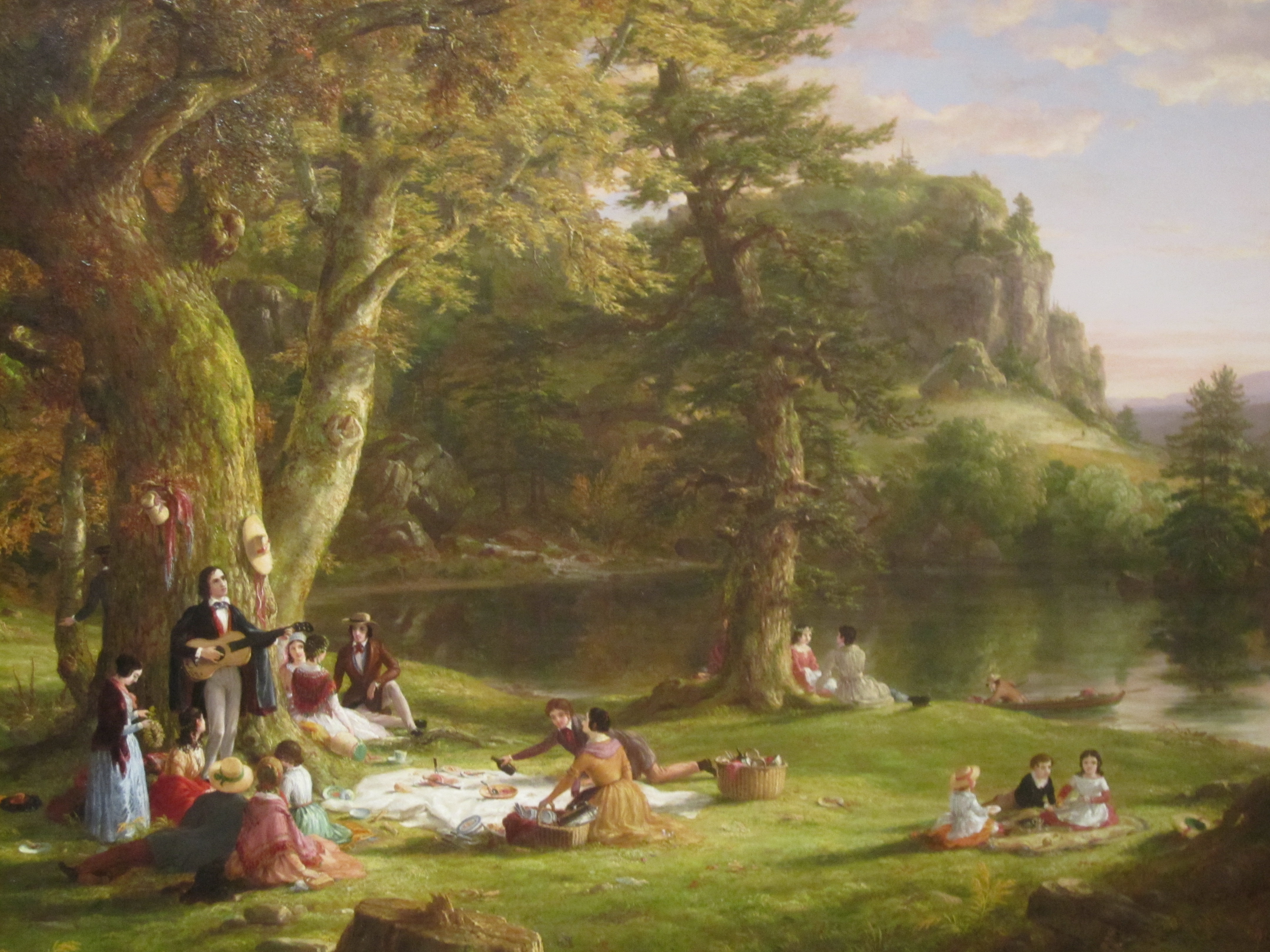
1846년 토마스 콜의 소풍

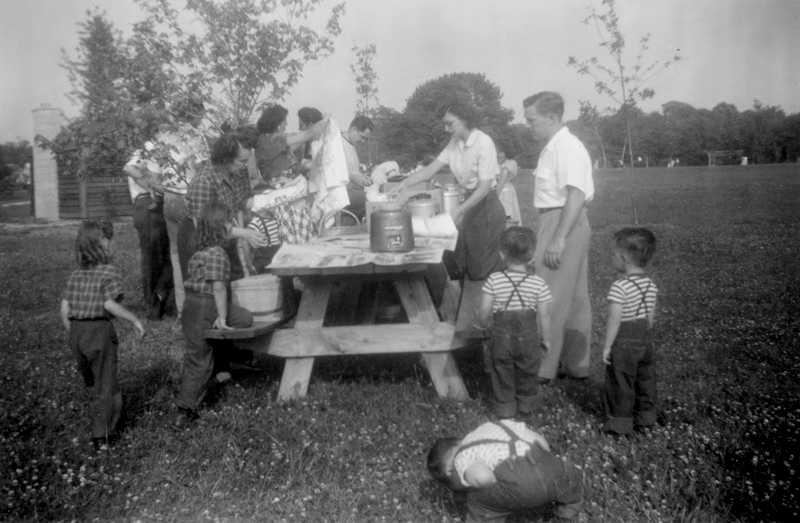
1950년 미국 오하이오주 콜럼버스에서 열린 소풍

소풍(逍風) 또는 피크닉(영어: picnic, 프랑스어: pique-nique)은 공원, 호숫가, 산, 해안 등 야외에 휴식이나 자연 관찰, 견학 등의 목적으로 나갔다 오는 일을 말한다.

## 학교에서의 소풍
대한민국에서의 소풍은 초등학교, 중학교, 고등학교 연례행사의 하나이다. 대한민국에서 학교행사로서의 소풍은 일반적으로 봄소풍과 가을소풍으로 한 해에 두 번씩 실시되며, 전체 행동의 단위는 학년별로 이루어진다. 봄소풍의 경우 보통 4월, 가을 소풍의 경우는 9·10월에 배정되는 경우가 많다. 담임교사는 소속 학급 학생들을 인솔하고 통솔하는 역할을 한다. 소풍은 야외 나들이로서 학교생활의 피로와 긴장을 완화시켜주고, 학급구성원간의 친목을 다지는 순기능이 있다. 일부 대규모 학교에서는 소풍을 각 반별로 실시하기도 한다.